# Gubèrnia

Divisió de Rússia en vuit gubèrnies el 1708

Subdivions de l'Imperi Rus el 1914

Una gubèrnia (rus: губе́рния, AFI /ɡʊˈbʲɛrnʲɪjə/ del rus губерна́тор gubernàtor, del llatí gubernatore i aquest al seu torn del grec antic: κυβερνήτης timoner), era una subdivisió administrativa essencial de l'Imperi Rus, que normalment ha estat traduïda com a govern, governació, o província. Aquesta divisió administrativa va ser preservada durant un temps, fins a l'esfondrament de l'imperi el 1917. Al capdavant de la gubèrnia hi havia un governador (rus: губернатор gubernàtor). De vegades el terme gubèrnia era informalment utilitzat per referir-se a l'oficina d'un governador.
Aquest tipus de subdivisió va ser creada per l'edicte (ucàs) de Pere el Gran el 18 de desembre de 1708. Amb aquest edicte, Rússia quedava dividida en vuit gubèrnies. El 1719, les gubèrnies van ser subdividides, posteriorment, en províncies (rus: провинции, provintsii). Més tard el nombre de gubèrnies va ser augmentat fins a vint-i-tres.
Per de la reforma de 1775, la subdivisió en gubèrnies i posteriorment en uiezds (уезды), es va basar en la grandària de la població i el terme gubèrnia va ser reemplaçat pel sinònim d'origen rus namestnitxestvo (наместничество), de vegades traduït com a "vice-regència". El terme gubèrnia, tanmateix, encara es va seguir utilitzant. Aquestes "vice-regències eren governades per un namestniki (наместник) (literalment, vice-regent") o "Governador general" (генерал-губернатор general-gubernator). Corresponentment, el terme "Governació general" (генерал-губернаторство general-gubernatorstvo) s'utitlitzava per referir-se al territori real governat. El càrrec del governador general tenia més poder administratiu i es trobava en una posició més elevada que l'anterior càrrec de governador. De vegades, un governador general governava unes quantes gubèrnies.
Per l'ucàs del Senat Rus de 31 de desembre de 1796, el càrrec de Governador General va ser degradat al nivell previ de Governació, i Rússia va ser dividida altre cop en gubèrnies, les quals van ser subdividides, al seu torn, en uyezds, i aquests posteriorment subdividits vólosts (волость); no obstant això, diverses Governacions Generals, compostes de diverses gubèrnies, van existir fins a 1917.
L'última subdivisió existí fins després de la Revolució Russa de 1917.
Després de la Revolució de Febrer de 1917, el Govern Provisional Rus rebatejà els governadors com a comissaris de gubèrnia. La Revolució d'octubre mantingué la subdivisió, però l'aparell de govern va ser substituït per gubèrnia soviets (губернский совет)
Les subdivisions reals de la Unió Soviètica en unitats territorials particulars van ser objecte de nombrosos canvis, especialment durant el període de 1918-1929. Finalment, el 1929, la subdivisió va ser canviada per les nocions d'óblast, ókrug, i raion.
En repúbliques postsoviètiques com Rússia i Ucraïna, el terme Gubèrnia és obsolet. Amb tot i això, la paraula gubernator va ser restablerta i ara s'utilitza per referir-se al governador d'una óblast o un krai.
Hi ha un altre significat arcaic de la paraula, en el qual el mot denotava un tipus de propietat en l'antiga Lituània de l'Imperi Rus, fins a 1917.